# 화석화가공주
화석화가공주(和碩和嘉公主, 1745년 12월 24일 ~ 1767년 10월 29일)는 중국 청나라 제6대 황제 고종 건륭제(高宗 乾隆帝)의 서녀(庶女)이며 청나라 제7대 황제 가경제(嘉慶帝)의 이복 누나이다.

## 생애
건륭 10년 12월 2일 묘시에 산파 왕씨와 서씨의 도움으로 태어났다. 효현순황후의 아들인 영종 때와 같았다. 생모는 순혜황귀비 소씨였다. 당시에는 순귀비의 지위에 있었다. 4공주(양녀 화석화완공주)보다 나이가 어려 5공주로 불리다가 4공주가 건륭 16년에 화석화완공주로 개칭된 후 4공주가 되었다. 공주의 칭호는 본래의 5공주가 가지게 되었다. 건륭 16년, 궁분총절기 5공주 아래에는 궁녀 영계, 낭원, 희격, 문계, 난언기 및 두 아이와 여섯 명이 있었다.
건륭 25년 (1760년) 정월에 화석화가공주로 봉하고, 3월 25일 대학사 부항의 차남 복륭안에게 하가하는 것이 정해졌고, 4월 3일 사시정례, 5월 13일 사시정례로 혼례를 올렸다. 공주가 결혼하여 은냥을 하사한 예는 건륭 24년 부찰씨에게 하가하여 화석공주와의 혼수 중 10,000냥 외에 10,000냥을 추가로 하사하여 개설하게 한데서 비롯되고 이자를 받았다. 건륭 28년 8월 23일, 화석화가공주가 첫 아들을 출산하였는데(풍신제륜), 그 아들 세삼지희분 안에 3전을 넣고 금괴 2정, 은괴 4정을 하사하여 또 한 쌍의 유모 부부를 보냈다.
건륭 32년 9월 초, 건륭제는 예비 다라경을 공주 일에 대비하도록 명하고, 경성에 사는 장가후투커를 공주를 진찰하라고 명하였다. 같은 달 7일, 공주가 23살의 나이로 사망하였다. 건륭제는 일찍이 북경에 처사 왕대신 등을 기탁하여 저수궁 황귀비, 경인궁 영비, 그리고 황귀비 위씨의 소생 7공주, 9공주에게 명하였다. 병든 화석화가공주를 찾아갔지만, 공주들은 화가공주가 죽은 날 출발했으니 너무 늦은 셈이었다.
그녀는 자신의 사가 종노들과 소작농들에게 자애로운 모습을 일관하여 불수공주(佛手公主)라 불리었다. 그러나 그녀는 끝내 1767년 10월 29일에 육종창 발병으로 인하여 향년 22세의 젊은 나이로 훙서(薨逝)하였고 그녀가 서거하자 그녀의 사저에서는 부군 복륭안(福隆安)과 종노들과 소작농들의 눈물 어린 애도로 그녀를 추도하였다 한다.

## 화석화가공주원침
화가공주 원침의 봉분 앞에는 석오공물을 설치하였는데, 제대는 4개의 석고를 받치고 있어 제후릉의 제대와 다른 모습을 보이고 있다. 규모가 크고 규제가 많은 화석이친왕 윤상의 원침과 단혜황태자 원침에도 석오공은 없었다. 또 원침 중에는 중휴산 정상인 비정이 있다. 또 봉분 아래에는 알칼리성 기왓고랑이 달린 돌수염이 자리잡고 있다. 수미좌에는 많은 정교한 조각 문양이 있는데, 효화황후, 효정황후, 화석과친왕 윤례 등의 봉분의 수미좌의 규격이 높다.

## 화석화가공주가 나온 영상매체
요요의 유명한 소설과 드라마 《황제의 딸》의 여주인공 하자미(夏紫薇)는 화석화가공주를 모티브로 한 캐릭터로, 건륭제가 민간 재녀 하우하와 사랑에 빠져 낳은 딸이라는 허구가 섞여있다.
| 년도 | 제목        | 배우   | 극중 이름 | 극중 호칭 |
| ---- | ----------- | ------ | --------- | --------- |
| 1998 | 황제의 딸   | 임심여 | 하자미    | 자미격격  |
| 1999 | 황제의 딸 2 | 임심여 | 하자미    | 자미격격  |
| 2003 | 황제의 딸 3 | 마이리 | 하자미    | 자미격격  |
| 2011 | 신황제의 딸 | 해육   | 하자미    | 자미격격  |